# Oxytropis pumila
Oxytropis pumila är en ärtväxtart som beskrevs av Dc. Oxytropis pumila ingår i släktet klovedlar, och familjen ärtväxter. Inga underarter finns listade i Catalogue of Life.